# أنتوني غريغ
أنتوني غريغ (بالإنجليزية: Tony Gregg)‏ هو لاعب بوكر أمريكي، ولد في 1986 في كولومبيا في الولايات المتحدة.